# Barnamentanarheiðursløn Tórshavnar býráðs
Barnamentanarheiðursløn Tórshavnar býráðs (dansk: Tórshavns byråds børnekulturpris) er en færøsk litteratur og kulturpris, som gives af Tórshavns byråd som påskønnelse af en eller flere personer, som har gjort en særlig indsats for at berige færøske børn med kultur. Prisen kaldtes oprindelig Barnabókaheiðursløn Tórhavnar býráðs (Tórshavns kommunes børnebogspris), men man mente, at der var behov for at kunne give prisen til andre som gjorde et stort arbejde indenfor området børnekultur andet end bøger, så prisen ændrede navn, hvor ordet bog (bók) blev skiftet ud med kultur (mentan). Prisen blev etableret i 1977 og har været overrakt næsten hvert år siden. Bestyrelsen kan vælge at give en, to eller ingen pris hvert år. Hvis de ikke kan finde nogen værdig modtager, så kan de vælge ikke at uddele nogen pris. Prisen gives samtidig med de tre andre priser, som Tórshavns kommune står for: M. A. Jacobsens prisen. Prisoverrækkelsen finder altid sted omkring den 20. september, som er Mads Andreas Jacobsens fødselsdag. Han levede fra 1891 til 1944, han var bl.a. borgmester i Tórshavn, lagtingsmedlem og bibliotekar. Det var ham som fik til opgave at grundlægge Færøernes Amtsbibliotek, som det kaldtes dengang, nu hedder det Landsbókasavnið. Der var oprindelig kun en M. A. Jacobsens pris, men nu er der tre: En for skønlitteratur, en for faglitteratur og en for andet kulturelt værk. De sidste år har prisoverrækkelsen af disse fire litteratur- og kulturpriser fundet sted i Müllers Pakhus i Tórshavn.

## Prismodtagere
- 2020 Marjun Syderbø Kjelnæs og Rakel Helmsdal[1]
- 2019 Bergur Rasmussen
- 2018 Vár Berghamar Jacobsen[2]
- 2017 Hjálmar Dam og Hanna Flóvinsdóttir
- 2016 Joan Sørinardóttir for bogen Hvannpoppkorn og summardáafruktsalat
- 2016 Beinta Johannesen for hendes arbejde at skabe spændende  materiale til børn på forlaget Bókadeild Føroya Lærarafelag
- 2015 Ingen prisuddeling
- 2014 Elin á Rógvi
- 2013 Rakel Helmsdal
- 2013 Hilmar Joensen[3]
- 2012 Hjørdis Johansen, bl.a. for hendes arbejde med Dramaværkstedet, hvor hun underviser børn i skuespil.
- 2011 Føroya Symfoniorkestur[4]
- 2010 Jensina Olsen for hendes indsats i arbejdet for børn via hendes musik og skuespil.[5]
- 2010 Janus á Húsagarði bl.a. for bøgerne om Mosamolis og Mosalisa.
- 2009 Dánjal á Neystabø
- 2009 Búi Dam
- 2008 Marjun Syderbø Kjelnæs
- 2008 Hanni Bjartalíð
- 2007 Bárður Oskarsson[6]
- 2006 Steintór Rasmussen
- 2005 Theodor Hansen
- 2005 Grafik Studio m/ Ingi Joensen
- 2004 Ingen prisuddeling
- 2003 Alexandur Kristiansen
- 2002 Sólrún Michelsen
- 2001 Maud Heinesen
- 2000 Effie Campbell
- 1999 Eli Smith
- 1998 Lydia Didriksen
- 1998 Knút Olsen
- 1997 Gríma (Færøsk teatergruppe)
- 1996 Rakel Helmsdal for hendes bog Tey kalla meg bara Hugo.[7]
- 1996 Amy Tausen
- 1995 Edward Fuglø, kunstner
- 1994 Ella Smith Clementsen
- 1994 Niels Jákup Thomsen
- 1993 Jóhannus á Rógvu Joensen
- 1993 Dansifelagið í Havn (Forending i Tórshavn for færøsk kædedans) ved Sonja Danielsen og Tórhild Justinussen
- 1992 Ingen prisuddeling
- 1991 Bjørg Matras Jensen
- 1991 Heini Hestoy
- 1990 Olivur við Neyst
- 1990 Elin Mortensen
- 1989 Óli Petersen
- 1989 Jákup Berg
- 1988 Oddvør Johansen for bogen Skip í Eygsjón
- 1987 Pauli Nielsen
- 1986 Dropin
- 1986 Nýlendi
- 1985 Marius Johannesen
- 1985 Steinbjørn B. Jacobsen for bøgerne Hønan og hani og Hin snjóhvíti kettlingurin
- 1984 Ebba Hentze
- 1984 Elin Súsanna Jacobsen
- 1984 William Heinesen
- 1983 Guðrun Gaard
- 1983 Alexandur Kristiansen
- 1982 Petur Andreassen
- 1982 Christian Høj
- 1981 Martin Næs og Martin Joensen (musiker)
- 1980 Elinborg Lützen
- 1980 Heðin Brú
- 1979 Óli Dahl
- 1979 Andreas Andreasen
- 1978 Marianna Debes Dahl for bogen Burtur á heiði
- 1977 Sigurð Joensen for bøgerne Gráa dunna, Kálvamuan, Lambamæið
- 1976 Steinbjørn B. Jacobsen
- 1976 Bárður Jákupsson[8]

## Bestyrelsen
Siden 2009 har disse personer siddet i bestyrelsen for Tórshavn kommunes børnekulturpris:
Rigmor Dam, Erling Isholm og Jákup Jacobsen, valgte af byrådet. De andre medlemmer er Vár í Ólavsstovu for Rithøvundafelagið (Færøernes Forfatter Forening) og Malan Marnersdóttir for Fróðskaparsetur Føroya (Færøernes Universitet).